# Museo Ferroviario de Piriápolis
El Museo Ferroviario de Piriápolis está ubicado próximo a la Rambla de los Argentinos de esta ciudad, sobre la calle Armenia casi Héctor Barrios. Es fácil llegar al museo, pues se encuentra frente al famoso Argentino Hotel. Pertenece al departamento de Maldonado, Uruguay, una importante zona turística del país.
Se exhiben máquinas industriales de principios de siglo XX  usadas en Piriápolis,  vagones de 1908,1912 y 1929, barreras, faroles de señales y tallas en granito y mármol hechas por los "Maestros Canteros" traídos por Francisco Piria desde Europa.

## Creación del museo
La idea de la creación del museo parte de A.FE.PI., Asociación de Ferromodelistas de Piriápolis, con el nombre de Proyecto Museo Ferroviario de Piriápolis, como homenaje a los maestros  canteros de 1904 a 1940.
Hacia 1914 se iniciaron, en Piriápolis,  las actividades vinculadas al tren, relevantes para la construcción del balneario, debido al transporte de materiales y de pasajeros desde Montevideo, en un continuo proceso impulsado por Piria, dueño de uno de los trenes que circulaban en la región, especialmente destinado a las actividades relacionadas con sus proyectos de desarrollo local.  
Por tal motivo, el museo, fundado por aficionados ferroviarios en 1992, se denomina Don Francisco Piria.

## El proyecto del museo
Los responsables del museo proyectan generar una experiencia web complementaria al museo en vivo, producir contenidos que despierten la curiosidad de ir al museo, incluir vistas 360° y mapas de lugares de Piriápolis que se vinculen con la historia del tren, reproducir música de las décadas 30 y 40 y abrir un canal de consultas.

## Acervo del museo
Funciona con donaciones económicas y de objetos que se exponen en el predio abierto del museo.
Consta de dos zonas: un vagón de un tren original en cuyo interior se exhiben objetos  de la primera mitad del  siglo XX y una exposición al aire libre de elementos ferroviarios: señales, vagonetas, ruedas de tranvía a caballo.
El vagón es el salón de pasajeros de primera clase N° 11, construido en Peñarol en 1938, que prestó servicio hasta 1985 y luego corrió hasta 1994 en la cola de trenes madereros como furgón en la línea a Rocha.
La locomotora Henschel & Sonn es de 1929, proviene de la cantera Burgueño, cerca del pueblo de Gerona, en el mismo departamento. Esta y el vagón salón de pasajeros son similares a los utilizados en el tren de Piria que funcionó de 1908 a 1959.
En el  interior del vagón hay una enorme cantidad de objetos antiguos: juguetes, colecciones de autitos, locomotoras en miniatura, vestimenta de la época, adornos, relojes, artefactos de iluminación, vajilla, etc. 
Un carrito de mimbre para muñecos “malcriados”, perteneciente a la familia Barboza Sánchez, fue donado por la sobrina de Florencio Sánchez. 
Un saco del guarda de la Empresa de Tranvías Transatlántica, perteneciente a Omar Gil, donado por su familia. 
Una pileta de baño y vajilla del antiguo Argentino Hotel, del año 1930.
Una percha con la inscripción “robado en Piriápolis”, que identificaba las perchas del Argentino Hotel, pues era considerado por Piria como una forma de hacer propaganda de su hotel.
Carteles de las antiguas estaciones de trenes.

## La visita guiada
Uno de los atractivos de la visita guiada es la emisión de boletos y el  fechador, copias exactas de los originales, donde se imprime la fecha del día y se perforan, como en la época, a efectos del control de pasajeros.
Otro instrumento interesante es un tocadiscos de la época, donde el disco gira a 78 revoluciones por minuto, el cual es puesto en funcionamiento durante el recorrido, con un disco de pasta y una melodía de Gardel.
Se conserva la campana original del tren, que, en la visita, el guía hace sonar, recordando que 2 campanazos sonaban para Montevideo y 3 para el interior.
Recuerda el procedimiento: al sonar las campanadas, el maquinista daba el confirmado, con el sonido producido a tal efecto en el otro extremo del tren, se creaba la expectativa, luego el guarda daba el silbido y se ponía en movimiento la máquina.
En la época había 6 locomotoras, 2 vagones cerrados y 12 abiertos.
La tienda del museo se presenta como una pulpería donde se exhiben objetos con tecnologías propias de las diferentes épocas transcurridas.